# Vridbjörnmossa
Vridbjörnmossa (Oligotrichum hercynicum) är en bladmossart som beskrevs av Lamarck och A. P. de Candolle 1805. Vridbjörnmossa ingår i släktet Oligotrichum och familjen Polytrichaceae. Arten är reproducerande i Sverige. Inga underarter finns listade i Catalogue of Life.

## Bildgalleri

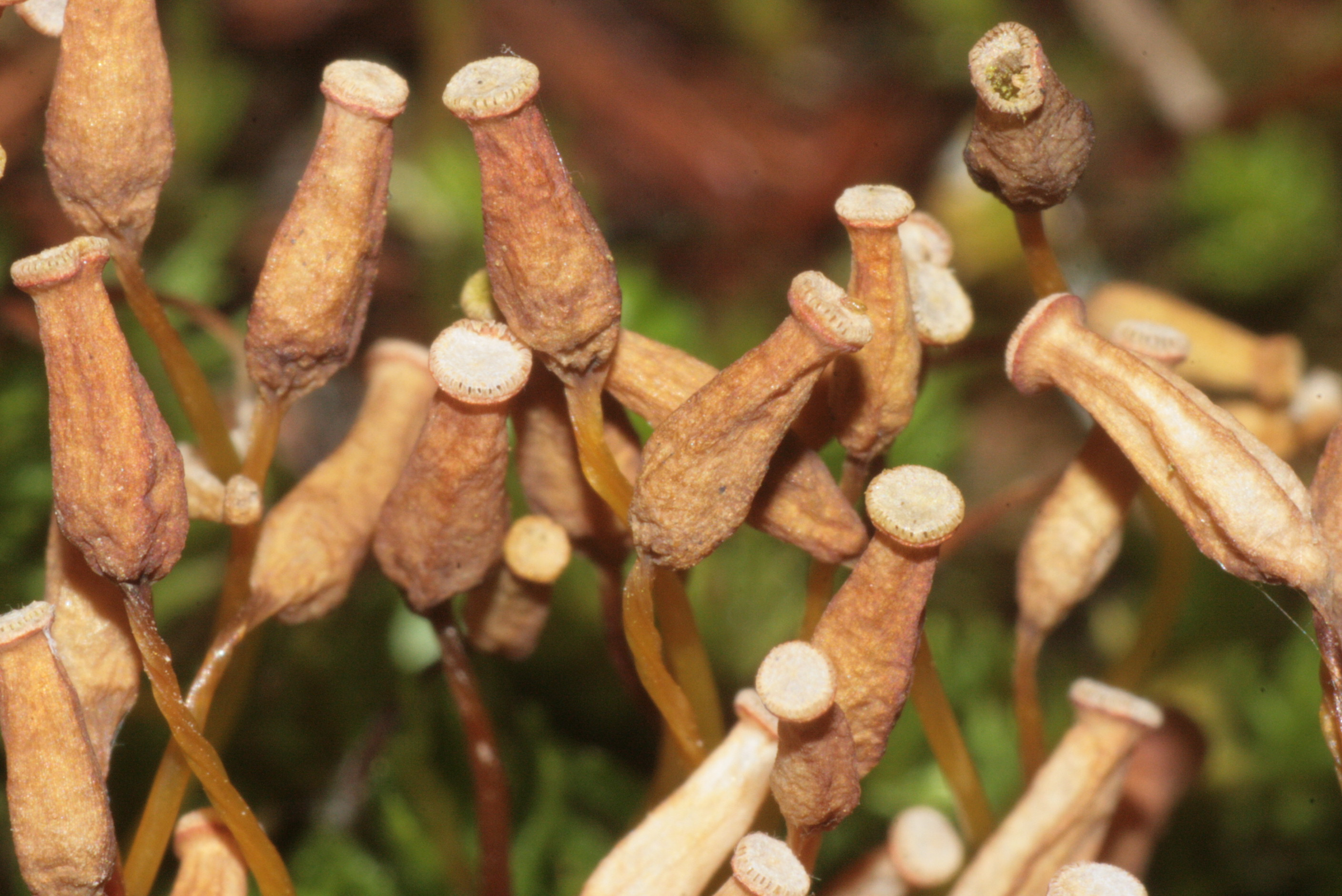